# سیرانوش یسائیان
سیرانوش یسائیان (ارمنی: Սիրանուշ Եսայան؛ انگلیسی: Siranush Esayan؛ ۱۳ اکتبر ۱۹۷۳) یک بازیگر اهل ارمنستان است. وی از سال میلادی تا کنون مشغول فعالیت می‌باشد.

## زندگی‌نامه
وی در ۱۳ اکتبر ۱۹۷۳ در ایروان به دنیا آمد و از های‌فیلم و انستیتو دولتی سینما و تئاتر ایروان (۱۹۹۹) فارغ‌التحصیل شد. وی از ۱۹۹۷ در فرهنگستان دولتی تئاتر سوندوکیان فعالیت می‌کند 